# Messier 3
Messier 3 (NGC 5272) é um aglomerado globular de estrelas na constelação de Cães de Caça, descoberto pelo astrônomo francês Charles Messier em 1764. William Herschel foi o primeiro a concluir que o objeto astronômico era um aglomerado de estrelas ao resolver as estrelas mais brilhantes do sistema em 1784. M3 é um dos maiores e mais brilhantes aglomerados globulares conhecidos da Via-Láctea, contendo mais de 500 000 estrelas.
Tem magnitude aparente 6,2, sendo possível observá-lo a olho nu apenas com condições extremamente boas de visibilidade. Com o uso de binóculos e pequenos telescópios é possível definir que o objeto não é uma estrela, e com o uso de telescópios maiores é possível observar as estrelas individuais do aglomerado. Está a uma distância de cerca de 33 900 anos-luz em relação à Terra. Sua idade foi estimada em 10 bilhões de anos. Na esfera celeste, localiza-se a meio caminho entre Arcturo, a estrela mais brilhante da constelação de Boieiro, e Cor Caroli, a estrela mais brilhante da constelação de Cães de Caça, logo a leste de Beta Comae Berenices.

## Descoberta e visibilidade
O aglomerado foi a primeira descoberta original de um objeto de céu profundo de Charles Messier, em 3 de maio de 1764. Ele decidiu catalogar nebulosas e aglomerados estelares logo após a descoberta do aglomerado, aborrecido por confundi-los com cometas de fraco brilho. Com a pequena capacidade dos telescópios da época, Messier não pôde reconhecê-lo como um aglomerado globular e confundiu-o com uma nebulosa. Apenas 20 anos mais tarde, William Herschel foi capaz de distinguir suas estrelas mais brilhantes.
É visível apenas como uma mancha nebulosa em binóculos. Suas estrelas mais brilhantes são resolvidas com telescópios com 0,25 metros de abertura.

## Características

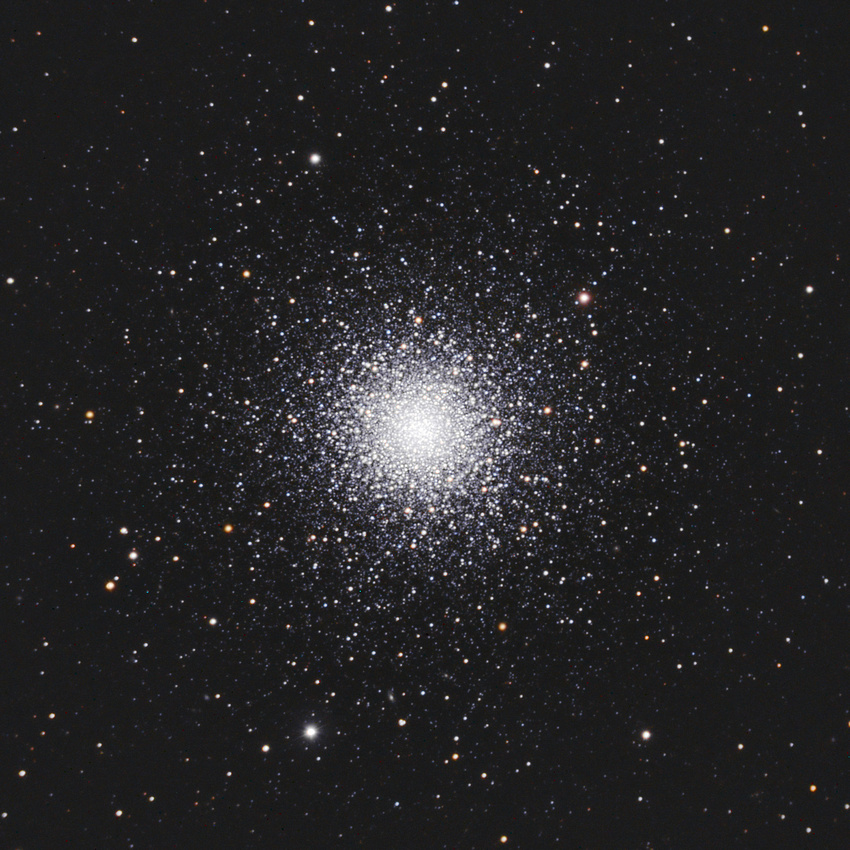
Messier 3 observado a partir de um telescópio amador

Situa-se a 33 900 anos-luz da Terra, do lado oposto do disco galáctico da Via-Láctea. Sua magnitude aparente é igual a 6,2 e sua magnitude absoluta é igual a -8,93, o que corresponde a cerca de 300 000 vezes a luminosidade solar. É visível a olho nu no céu noturno sob ótimas condições de visibilidade. Segundo Kenneth Glyn Jones, em fotografias CCD de longa exposição, o diâmetro aparente do aglomerado alcança 20 minutos de arco, o que corresponderia a um diâmetro real de 200 anos-luz. Seu raio de influência gravitacional é cerca de 380 anos-luz.
Messier 3 possui um núcleo com alta densidade estelar, tendo um diâmetro aparente de apenas 1,1 minuto de arco, o que corresponde a um diâmetro real de 11 anos-luz. Seu raio de massa média (raio da esfera que compreende metade da massa do aglomerado a partir de seu núcleo) é de 11,2 anos-luz. Suas estrelas mais brilhantes têm magnitude aparente 12,7 em média, enquanto a magnitude aparente de suas estrelas de classes espectrais comuns é 15,7 em média.
A idade do aglomerado foi revisada diversas vezes com os avanços em seus estudos. Walter Baade estimou sua idade em 6 bilhões de anos, H. Woolf em 11,4 bilhões de anos, Halton Arp em 20 bilhões e Allan Sandage em 26 bilhões de anos. Sandage também afirmou que o aglomerado, considerando um raio de 80 anos-luz, possuía 44 500 estrelas de magnitude aparente menor (mais brilhante) do que 22,5, o que corresponderia a uma massa de 245 000 vezes a massa solar. Sabe-se atualmente que o aglomerado contém cerca de 500 000 estrelas e que sua idade é de aproximadamente 10 bilhões de anos. Segundo a classificação de Helen Sawyer Hogg e Harlow Shapley, M3 é um aglomerado globular classe VI: a classe I corresponde aos maiores e mais densos globulares e, por outro lado, a classe XII corresponde aos menos densos. Sawyer Hogg também classificou o sistema como F2, relativo à sua classe espectral, que significa que a maior parte de suas estrelas são azuis. Seu índice de cor é de -0,05. Aproxima-se radialmente da Terra a uma velocidade de 147,6 km/s.

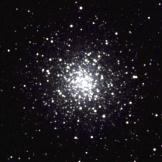
Messier 3, 2MASS

Situado no halo galáctico a cerca de 40 000 anos-luz do núcleo da Via-Láctea, Messier 3 percorre uma órbita elíptica de excentricidade 0,55, tendo uma distância apogaláctica (maior distância em relação ao centro da Via-Láctea) de 66 000 anos-luz e uma distância perigaláctrica (menor distância) de 22 000 anos-luz. Sua inclinação orbital é de 26,6° em relação ao disco galáctico.
Segundo Bruno Madore, em 1978, o aglomerado contém 212 estrelas variáveis, sendo que 186 tiveram seus períodos examinados, mais do que qualquer outro aglomerado já observado. Pelo menos 170 são variáveis RR Lyrae, com períodos menores que um dia, e serviram para estimar a distância do aglomerado em relação à Terra. O astrônomo americano Edward Charles Pickering descobriu a primeira estrela variável do aglomerado, em 1889. Seis anos mais tarde, Solon Irving Bailey já havia descoberto outras 87.
O aglomerado contém várias estrelas retardatárias azuis (blue stragglers), estrelas da sequência principal que são mais jovens do que o resto de sua população estelar. Foram descobertas por Sandage em 1953 por meio de fotografias tiradas pelo telescópio Hale, no Observatório Palomar. Tais estrelas azuis tiveram suas camadas externas removidas por quase-colisões enquanto passavam pela região mais densa do aglomerado.

## Galeria

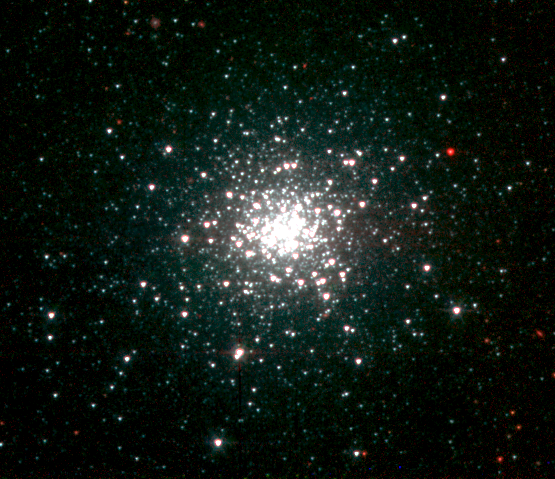
Messier 3, Telescópio Espacial Spitzer
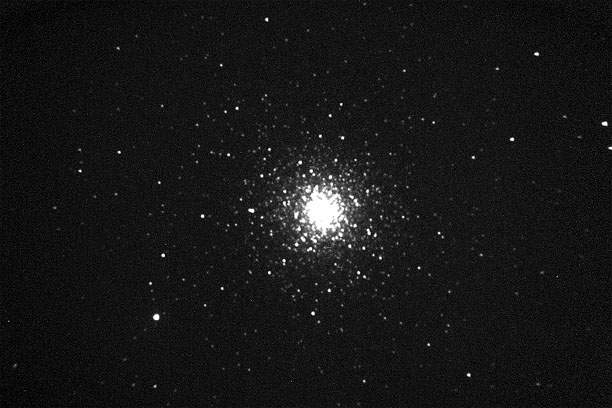
Messier 3, Observatório Sommers-Bausch, Universidade do Colorado